# Fort de Plappeville
Le fort de Plappeville, rebaptisé Feste Alvensleben en 1872, est un ouvrage militaire situé au nord-ouest de Metz sur la commune de Plappeville. Il fait partie du système défensif des forts de Metz et connut son baptême du feu, fin 1944, lors de la bataille de Metz.

## Contexte historique
Le fort de Plappeville appartient à la première ceinture fortifiée de Metz conçue pendant le Second Empire par Napoléon III. La première ceinture fortifiée de Metz se compose des forts de Saint-Privat (1870), de Queuleu (1867), des Bordes (1870), de Saint-Julien (1867), Gambetta, Déroulède, Decaen, de Plappeville (1867) et du Saint-Quentin (1867), la plupart inachevés en 1870, lorsque la Guerre Franco-prussienne éclate. Durant l’Annexion, Metz, dont la garnison allemande oscillera entre 15 000 et 20 000 hommes au début de la période, et dépassera 25 000 hommes avant la Première Guerre mondiale, devient progressivement la première place forte du Reich allemand.

## Construction et aménagements
Le fort de Plappeville est conçu dans l’esprit des « forts détachés », concept mis au point par le lieutenant-colonel du génie Raymond Adolphe Séré de Rivières. Le but était de former une enceinte discontinue autour de Metz, faite de forts d’artillerie espacés d’une portée de canons. Les travaux débutent en 1867. Composé de 43 bâtiments, casernes, batteries et magasins à poudre, la surface bâtie est de 14 700 m2. 
Lorsque la guerre de 1870 éclate, le fort de Plappeville, dont les fossés secs avaient été creusés dans la roche calcaire du plateau, était encore en construction. Lorsque le commandant Duchêne en prit le commandement le 9 août 1870, la caserne était achevée, tout comme les escarpes et contrescarpes, les parapets et les glacis. Mais il manquait encore de la terre sur les glacis et surtout sur les magasins à poudre. Le 2 septembre 1870, le maréchal Bazaine envoya donc 1 000 terrassiers pour aider les 800 hommes de la garnison à terrasser les glacis et les magasins à poudre, remblayant deux mètres de terre supplémentaires. 
À la fin du siège de Metz, le 27 octobre 1870, le fort était achevé. Doté de 75 pièces d’artillerie, pouvant tirer chacune 300 coups, le fort aurait pu soutenir un siège bien plus long. Mais le sort de la guerre en décida autrement et les troupes allemandes prennent bientôt possession du fort. Le 22 novembre 1870, un dépôt de munitions du fort de Plappeville explose accidentellement, blessant ou tuant des prisonniers de guerre français. Le fort est occupé par les troupes allemandes jusqu’à la fin des hostilités, avant de devenir la propriété du gouvernement impérial allemand, après le Traité de Francfort.
D’une superficie de 46 ha, le système défensif est complété et perfectionné par les ingénieurs allemands entre 1871 et 1898. Le fort est conçu pour recevoir environ 1 617 hommes, 78 bouches à feu, 55 200 charges, 1 347 000 cartouches et 185 074 kg de poudre à canon et à fusil. À demi enterré derrière un système défensif en talus, côté plateau, il domine au sud-est la vallée de la Moselle. Conçu pour résister à distance aux tirs d’artillerie, il est tout de même entouré d’un système de fossés secs, évoquant les fortifications de Vauban. Des fortins avancés munis de tourelles d’artillerie, disséminées sur le plateau de Plappeville, complètent la défense du fort principal. Du côté du col de Lessy, deux de ces batteries cuirassées, plus importantes, sont dotées chacune de quatre tourelles équipées pour des canons de 150 mm.

## Affectations successives

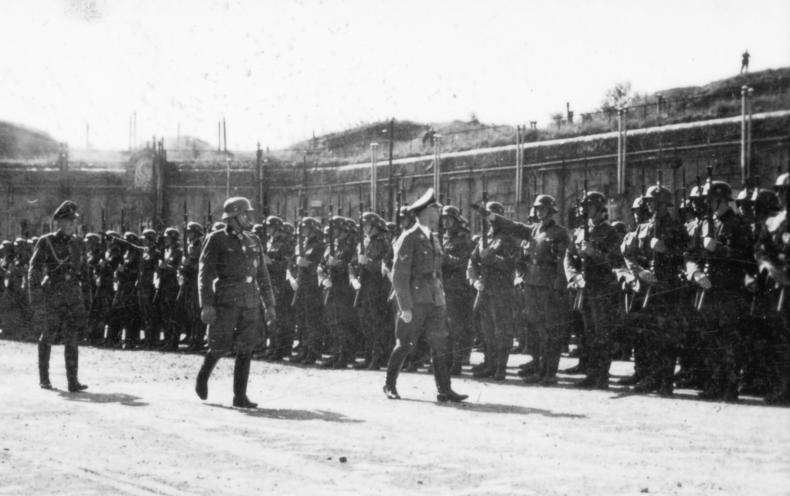
Fort de Plappeville : revue des troupes de la 1re division SS par Himmler.

Durant l’annexion allemande, le fort devient un camp d’entraînement pour les officiers prussiens. Il est renforcé par les ingénieurs militaires allemands entre 1872 et 1898. À partir de 1890, la relève dans les forts est assurée par les troupes du XVIe Corps d’Armée stationnées à Metz et à Thionville. De 1914 à 1918, il sert de relais pour les soldats allemands montant au front, notamment à Verdun. Ses équipements sont alors à la pointe de la technique militaire. En novembre 1918, le fort est de nouveau occupé par l’armée française.
Après le départ des troupes françaises, l’armée allemande réinvestit les lieux. Le 7 septembre 1940, Himmler y passe en revue les troupes de la 1re division SS Leibstandarte Adolf Hitler (LSSAH) sur la place d’armes du fort. La cérémonie de remise du nouvel étendard de la division SS, organisée à l’occasion de la visite du Reichsführer à Metz, à la demande de Sepp Dietrich constitue le point d’orgue de ces années de guerre. Le fort sert ensuite de camp disciplinaire pour la Wehrmacht. Début septembre 1944, les troupes allemandes réorganisent sa défense, et l’intègre au dispositif défensif mis en place autour de Metz.
Après la Seconde Guerre mondiale, en 1949, le fort de Plappeville est confié à l’armée de l’air et devient, en 1953-54, un centre d’instruction militaire (CIM) pour les nouvelles recrues de la base aérienne 128 Metz-Frescaty. Désaffecté en 1994, le fort, alors bien entretenu, est laissé à l’abandon pendant une quinzaine d’années, pendant lesquelles vols, saccages et actes de vandalisme se multiplient.
Aujourd’hui, si l’accès aux anciens sites militaires est toujours interdit, car en cours de dépollution pyrotechnique, la Communauté d'agglomération de Metz-Métropole a lancé un chantier de restauration de longue haleine visant à mettre en valeur le patrimoine architectural et le patrimoine naturel de ce site emblématique.

## Seconde Guerre mondiale
Comme le groupe fortifié du mont Saint-Quentin, le groupe fortifié Driant ou le groupe fortifié Jeanne-d’Arc, le fort de Plappeville connaît son baptême du feu entre septembre et décembre 1944, au moment de la Bataille de Metz. Le 2 septembre 1944, Metz est déclarée « forteresse du Reich » par Hitler. La place forte doit donc être défendue jusqu’à la dernière extrémité par les troupes allemandes, dont les chefs ont tous prêté serment au Führer. Dès le lendemain, 3 septembre 1944, le Generalleutnant Krause, alors commandant de la place forte de Metz, établit son poste de commandement de combat dans la caserne du fort "Alvensleben". Le fort de Plappeville est en effet situé du côté de l’attaque américaine, à l’ouest du dispositif défensif de Metz. Soutenu au sud par le fort von Manstein, le fort présente en outre l’avantage d’être sur la ceinture fortifiée intérieure, à seulement 4 km du centre ville. Durant trois mois, le fort de Plappeville, placé sous le commandement du colonel d’artillerie Vogel, et celui du Saint-Quentin, commandé par le colonel von Stössel, se couvrent mutuellement, verrouillant l’accès des troupes américaines à l’ouest de Metz.
L’offensive américaine, lancée le 7 septembre 1944 sur la ligne ouest des forts de Metz tourne court. Les troupes américaines s’arrêtent finalement sur la Moselle, malgré la prise de deux têtes de ponts au sud de Metz. Buttant contre des forts mieux défendus qu’elles ne le pensaient, les troupes américaines sont maintenant à bout de souffle. Le général McLain, en accord avec le général Walker, décide de suspendre les attaques, en attendant de nouveaux plans de l’état-major de la 90e Infantry Division. Alors que les troupes de la troisième armée américaine se reposent en écoutant Marlène Dietrich, les troupes allemandes profitent de cette accalmie dans les combats pour se réorganiser. Des troupes de réserves de la future 462e Volks-Grenadier-Division relèvent dans les forts du secteur les troupes d’élites de Siegroth. Lorsque les hostilités reprennent, après un mois pluvieux, les soldats de la 462e Volks-Grenadier-Division tiennent toujours solidement les forts de Metz, même si les ravitaillements se font plus difficilement, sous les tirs d’artillerie et des bombardements fréquents.
En guise de prélude à l’offensive sur Metz, le 9 novembre 1944, l'Air Force envoie pas moins de 1 299 bombardiers lourds B-17 et B-24 déverser 3 753 tonnes de bombes, de 1 000 à 2 000 livres, sur les ouvrages fortifiés et les points stratégiques situés dans la zone de combat de la IIIe armée. La plupart des bombardiers ayant largué leurs bombes sans visibilité, à plus de 20 000 pieds, les objectifs militaires sont souvent manqués. A Metz, les 689 chargements de bombes destinés à frapper sept des forts de Metz, désignés comme des cibles prioritaires, ne font que des dégâts collatéraux, prouvant une fois de plus l’inadéquation des bombardements massifs sur des objectifs militaires.
L’assaut final sur Metz est donné à l’aube du 14 novembre 1944. Les obusiers de 105 mm du 359e Field Artillery Battalion ouvrent le feu sur le secteur situé de part et d’autre du Groupe fortifié Jeanne-d’Arc, entre le fort François-de-Guise et le fort Driant, afin d’ouvrir la voie au 379e Infantry regiment dont l’objectif est d’atteindre la Moselle. L’attaque se concentre sur le fort Jeanne-d’Arc, qui finit par être encerclé par les troupes américaines. Après deux contre-attaques meurtrières, les hommes du Major Voss, appartenant à la 462eVolks-Grenadier-Division, se replient bientôt sur le groupe fortifié Jeanne-d’Arc. Dans l’après-midi du 15 novembre 1944, les hommes du 1217e Grenadier-Regiment « Richter », formé par le régiment de sécurité 1010, et ceux du 1515e Grenadier-Regiment « Stössel » de la 462e Volksgrenadier division font plusieurs tentatives infructueuses pour repousser les Américains derrière la ligne Canrobert, au nord du groupe fortifié Lorraine. Sous la pression, les soldats allemands finissent par décrocher, laissant derrière-eux de nombreux morts et blessés. Les grenadiers allemands, qui devaient se retirer sur une ligne entre le point d’appui Leipzig et le fort de Plappeville, se replient finalement en désordre vers Metz, ne laissant que des détachements dans les forts. Le 16 novembre 1944, l’attaque américaine se poursuit entre les forts Jeanne-d’Arc et François-de-Guise.
Au soir du 17 novembre 1944, la situation est critique pour le commandant de la place forte de Metz, le général Kittel. Les hommes encore valides du Grenadier-Regiment 1215 « Stössel » sont maintenant cernés dans le groupe fortifié du mont Saint-Quentin. Le 18 novembre 1944, le 378e Infantry Regiment lance une attaque simultanée sur le fort du Saint-Quentin et sur le fort de Plappeville. Sur le plateau et dans le fort, les hommes du 1217e Grenadier-Regiment « Richter », une unité formée à partir du Sicherungs-Regiment 1010, intégrée en septembre à la 462e Volks-Grenadier-Division, sont harassés par 4 jours de combats continus. Ils se défendent pourtant pied à pied, de casemate en casemate. Après un court répit, une seconde attaque américaine, plus meurtrière que la première, permet de prendre les abords du fort, contraignant les défenseurs à se terrer dans l’enceinte même du fort, pour se protéger des tirs de l’artillerie divisionnaire, en position sur le plateau.
Le 19 novembre 1944, le 378e Infantry regiment de la 95e division d’infanterie attaque de nouveau frontalement le fort de Plappeville et le Groupe fortifié du Saint-Quentin. Malgré le soutien de l’artillerie de campagne américaine, l’attaque échoue, mais le fort de Plappeville est maintenant totalement encerclé. Le 378e Infantry regiment est aussitôt relevé et remplacé le lendemain par les troupes fraiches du 379e Infantry regiment. Malgré l’appui d’un tir d’artillerie continu, les forts résistent encore face au 379e Infantry regiment. Le 21 novembre 1944, les deux batteries avancées, situées entre le groupe fortifié du mont-Saint-Quentin et le fort de Plappeville, sont finalement prises, mais les forts résistent toujours. Une attaque aérienne sur les deux forts est alors envisagée, mais elle est annulée le jour même, faute d’escadrilles disponibles. L’objectif principal de la 95e division d’infanterie étant maintenant la ville de Metz, les forts sont simplement encerclés et neutralisés par des tirs de couverture. La ville de Metz est libérée depuis le 22 novembre 1944, mais les forts de Plappeville et du Saint-Quentin résistent encore deux longues semaines, conformément aux ordres du Führer. Fin novembre, le colonel Vogel demande une trêve, afin d’évacuer ses blessés, mais il refuse catégoriquement de déposer les armes.
Le 6 décembre 1944, le groupe fortifié du mont Saint-Quentin, qui comptait encore 600 hommes en décembre 1944, se rend aux Américains, à court de vivres et de munitions. N’ayant plus le soutien du fort du Saint-Quentin, le fort de Plappeville, qui compte encore près de 200 hommes, se rend finalement à la 5e division d’infanterie du général Irwin, le 7 décembre 1944, soit deux semaines après la reddition des troupes allemandes à Metz. Respectant la tradition militaire, les officiers et les hommes de troupe se rendent au commandant du IIe bataillon du 11e Infantry regiment, après avoir présenté les armes à leurs camarades tombés au combat, en formant un carré dans la cour du fort, face aux tombes de ces derniers.
Le fort Jeanne-d’Arc fut le dernier des forts de Metz à se rendre. La résistance allemande, déterminée, les intempéries et les inondations, inopportunes, ainsi qu’une tendance générale à mésestimer la puissance de feu des fortifications de Metz, ont contribué à ralentir l’offensive américaine, en donnant l’occasion à l’armée allemande de se retirer en bon ordre vers la Sarre. L’objectif de l’État-major allemand, qui était de gagner du temps en fixant le plus longtemps possible les troupes américaines en avant de la ligne Siegfried, sera donc largement atteint.